# Calliostoma annulatum
Calliostoma annulatum hay purple-ring topsnail, blue-ring topsnail và jeweled topsnail, là một loài ốc sên biển có mang và vảy ốc.
Chúng là một loài động vật thân mềm sống ở đáy biển thuộc họ Calliostomatidae. Loài ốc này sinh sống ở vùng bờ biển của Bắc M.

## Phân bố
Calliostoma annulatum có thể được tìm thấy ở Isla San Geronimo, Baja California, đảo Forrester, Alaska. Và khu vực từ phía nam Alaska đến Baja California. Chúng khá ít xuất hiện ở Race Rocks và phổ biến ở đảo Church, và vịnh Beecher.

## Mô tả
Chiều cao của vỏ từ 16 mi-li-mét đến 35 mi-li-mét. Loài này nổi bật với màu vỏ rực rỡ, có ánh loáng màu vàng, đốm nâu trên những đường xoáy hình xoắn ốc, có nhiều hạt. Những cái sọc của nó thì xếp chồng lên nhau, có màu tím hoặc là màu đỏ tươi. Những cái sọc tím thì ít hơn những cái sọc khác màu. Khi chết đi, màu sắc vỏ của chúng nhạt dần.
Đỉnh vỏ nhọn, nhỏ, màu hơi đỏ. Đầu và chân nó thì có màu cam hơi vàng, có đốm nâu.

## Thức ăn
Chúng là loài ăn tạp nhưng theo mùa. Vì thế tảo bẹ là thức ăn chính của nó, tuy nhiên, chúng ưu tiên ăn những thức ăn từ động vật đặc biệt là thủy tức, động vật không xương sống và mảnh vụn hữu cơ. Động vật giáp xác và tảo cát cũng là thức ăn của chúng.

## Sinh sản
Con đực sẽ phóng tinh trùng ra trước rồi sau đó đến con cái đẻ trứng. Trứng có màu xanh. Tại San Juan Archipelago, chúng có thể sẽ đẻ trứng khi ở trong môi trường nước biển có nhiệt độ từ 18 đến 22 độ C.